# Roland Vardanega
Roland Vardanega, né le 27 juin 1943, est une personnalité française du monde des affaires. Ancien président du directoire de PSA Peugeot Citroën, il est membre de l'Académie des Technologies. Il est diplômé de l’École nationale supérieure d'arts et métiers.

## Études
Après des études au lycée de La Martinière à Lyon, il entre en 1961, second au concours et avec un an d'avance à l'École nationale supérieure d'arts et métiers au campus de Cluny.

## Postes chez PSA Peugeot Citroën
Il a mené toute sa carrière au sein du groupe PSA Peugeot Citroën. Il débute en 1967 en tant qu'ingénieur de production au centre de production de Mulhouse. En 1973, il y devient chef de production de l'usine de forge. En 1976, il est nommé à la direction du personnel de la même usine.

### Postes au sein des directions des ressources humaines
En 1979, il est muté au centre de production de Sochaux, en tant que sous-directeur à la direction du personnel et des relations sociales, direction dont il prend la responsabilité en 1984.
En 1986, il rejoint le siège du groupe à Paris, en tant que directeur central du personnel d'Automobiles Peugeot.

### Postes au sein des directions du Groupe
De 1993 à 1998, il occupe les fonctions de directeur général adjoint d'Automobiles Peugeot, chargé notamment des finances et du personnel.
En 1998, Jean-Martin Folz, qui vient d'arriver à la tête du groupe, le nomme directeur des plates-formes, poste dans lequel il a notamment la responsabilité des projets véhicules et mécaniques.
En 2000, il succède à Jean-Louis Silvant au poste de directeur industriel et des fabrications, qu'il occupera jusqu'en 2007.
Le 6 février 2007, Christian Streiff, nouveau PDG du groupe, élargit son périmètre en le nommant directeur technique et industriel, poste dans lequel il a la charge, outre de l'ensemble de la production, de l'ingénierie et des métiers. Il devient, par la même occasion, membre du directoire et est chargé d'implanter le nouveau système de production basé sur la méthode de gestion Lean.

### Président du directoire par intérim
En 2008, à la suite d'un accident vasculaire cérébral de Christian Streiff, Roland Vardanega est amené à représenter le directoire du groupe PSA Peugeot Citroën à différentes occasions : à l'assemblée générale des actionnaires du 28 mai 2008, puis à la pose de la première pierre de la nouvelle usine de Kaluga, en Russie, le 10 juin 2008.
En 2009, à la suite de l'éviction du président du directoire Christian Streiff, Roland Vardanega assure l'intérim de la présidence jusqu'au premier juin, date de prises de fonction du nouveau président du directoire Philippe Varin puis devient conseiller du nouveau président du directoire.

## Président de la Société des Ingénieurs Arts & Métiers
Le 13 mars 2010, Roland Vardanega est élu président de la Société des ingénieurs Arts et Métiers. Il s'agit de la plus importante association d'anciens élèves d'une Grande école de France, avec notamment plus de 30 000 membres. Son mandat se termine le 26 avril 2014, date à laquelle il est remplacé par Jacques Paccard.

## Autres mandats en cours
- Vice-président du Cercle La Rochefoucauld

## Autres mandats échus
- Président du directoire de PSA Peugeot Citroën
- Président de la Société des ingénieurs Arts et Métiers

## Distinctions
- Chevalier de la Légion d'honneur
- Commandeur de l'ordre national du Mérite [4]
- Membre de l'Académie des Technologies